# Roberto López Ufarte
Roberto López Ufarte (ur. 19 kwietnia 1958 w Fezie) – hiszpański piłkarz grający na pozycji napastnika.

## Kariera klubowa
Karierę piłkarską López Ufarte rozpoczął w zespole Real Unión Irún. W jego barwach grał w lidze regionalnej, a w 1974 roku awansował do Tercera División. W 1975 roku odszedł do Realu Sociedad. W Primera División zadebiutował 30 lipca 1975 w przegranym 0:2 wyjazdowym spotkaniu z Athletikiem Bilbao. Od sezonu 1976/1977 był podstawowym zawodnikiem Realu. 25 września 1976 w meczu z Atlético Madryt (2:0) strzelił pierwszego gola w lidze. Swój pierwszy sukces w karierze osiągnął w 1980 roku, gdy wywalczył wicemistrzostwo Hiszpanii. Z kolei w sezonie 1980/1981 został z Realem Sociedad mistrzem kraju. Z kolei w 1982 roku obronił tytuł mistrzowski, a latem tamtego roku zdobył Superpuchar Hiszpanii. W 1987 roku wystąpił w wygranym finale Pucharu Króla z Atlético Madryt (2:2, k. 4:2). W Realu Sociedad od 1975 do 1987 roku rozegrał 363 mecze i strzelił 101 bramek.
Latem 1987 roku López Ufarte przeszedł z Realu Sociedad do Atlético Madryt. W zespole tym swój debiut zaliczył 30 sierpnia 1987 w domowym meczu z CE Sabadell FC (1:0). W debiucie zdobył gola. W ataku Atlético grał przez rok tworząc go wraz z Portugalczykiem Paulo Futre.
W 1988 roku López Ufarte został piłkarzem innego zespołu Primera División, Realu Betis. W nim zadebiutował 4 września 1988 roku w przegranym 0:1 domowym meczu ze Sportingiem Gijón. W Betisie stworzył linię ataku z Hipólito Rincónem. Po zakończeniu sezonu 1988/1989 zakończył karierę piłkarską.
| Sezon   | Klub            | Kraj      | Rozgrywki        | Mecze | Bramki |
| ------- | --------------- | --------- | ---------------- | ----- | ------ |
| 1973/74 | Real Unión Irún | Hiszpania | Liga Regional    | ?     | ?      |
| 1974/75 | Real Unión Irún | Hiszpania | Tercera División | ?     | ?      |
| 1975/76 | Real Sociedad   | Hiszpania | Primera División | 8     | 0      |
| 1976/77 | Real Sociedad   | Hiszpania | Primera División | 31    | 7      |
| 1977/78 | Real Sociedad   | Hiszpania | Primera División | 30    | 11     |
| 1978/79 | Real Sociedad   | Hiszpania | Primera División | 33    | 12     |
| 1979/80 | Real Sociedad   | Hiszpania | Primera División | 32    | 10     |
| 1980/81 | Real Sociedad   | Hiszpania | Primera División | 31    | 5      |
| 1981/82 | Real Sociedad   | Hiszpania | Primera División | 32    | 11     |
| 1982/83 | Real Sociedad   | Hiszpania | Primera División | 34    | 4      |
| 1983/84 | Real Sociedad   | Hiszpania | Primera División | 32    | 12     |
| 1984/85 | Real Sociedad   | Hiszpania | Primera División | 33    | 9      |
| 1985/86 | Real Sociedad   | Hiszpania | Primera División | 34    | 10     |
| 1986/87 | Real Sociedad   | Hiszpania | Primera División | 33    | 10     |
| 1987/88 | Atlético Madryt | Hiszpania | Primera División | 27    | 8      |
| 1988/89 | Real Betis      | Hiszpania | Primera División | 28    | 3      |

## Kariera reprezentacyjna
W reprezentacji Hiszpanii López Ufarte zadebiutował 21 września 1977 roku w wygranym 2:1 towarzyskim spotkaniu ze Szwajcarią i w debiucie zdobył gola. W 1982 roku został powołany przez selekcjonera Joségo Santamaríę do kadry na Mistrzostwa Świata 1982. Na tym turnieju wystąpił w 4 spotkaniach: z Hondurasem (1:1 i gol z rzutu karnego w 65. minucie), z Jugosławią (2:1), z Irlandią Północną (0:1) i z RFN (1:2). Od 1977 do 1982 roku rozegrał w kadrze narodowej 15 meczów i zdobył 5 goli.